# Pterula simplex
Pterula simplex är en svampart som beskrevs av Sacc. & Paol. 1888. Pterula simplex ingår i släktet Pterula och familjen mattsvampar.   Inga underarter finns listade i Catalogue of Life.